# Atado a un sentimiento
Atado a un sentimiento es el último álbum de estudio del cantante argentino de rock en español Miguel Mateos que apareció firmado con la rúbrica Miguel Mateos/ZAS y fue lanzado en 1987 por BMG/Ariola.   La banda de Miguel Mateos, que era virtualmente un solista desde 1983, estuvo formada por Miguel Mateos (voz, guitarra, teclados), Alejandro Mateos (batería y programación), Cachorro López (bajo) y Ulises Butrón (guitarra).
Fue el último trabajo de la banda junta ya que en 1989, la banda finaliza y Miguel Mateos se vuelve completamente solista manteniendo a Alejandro Mateos como baterista de su banda.

## Sencillos
• Atado a un sentimiento
• Vi luz y subí
• Y sin pensar
• No me dejes caer
• Donde arde la ciudad

## Descripción
El disco fue grabado en dos diferentes estudios de grabación; Estudios MAG en Naucalpan de Juárez, México y Estudios Panda en Buenos Aires, Argentina, además de ser mezclado en este último. Dos temas fueron escritos por el bajista y productor Cachorro López.

## Lista de canciones
Todos los temas fueron compuestos por Miguel Mateos, excepto donde se especifique lo contrario.

| N.º   | Título                          | Escritor(es)   | Duración |  |
| 1.    | «Atado a un sentimiento»        |                | 3:16     |  |
| 2.    | «Vi luz y subí»                 |                | 2:50     |  |
| 3.    | «Y sin pensar»                  |                | 4:28     |  |
| 4.    | «Donde arde la ciudad»          | Cachorro López | 3:28     |  |
| 5.    | «Los atacantes del amor»        |                | 5:26     |  |
| 6.    | «Malherido»                     |                | 4:58     |  |
| 7.    | «Todos tienen algo que ocultar» | Cachorro López | 3:45     |  |
| 8.    | «No me dejes caer»              |                | 4:08     |  |
| 9.    | «Vas a perder tu amor»          |                | 3:02     |  |
| 10.   | «Todo es sexo por dinero»       |                | 3:34     |  |
| 33:29 |                                 |                |          |  |

## Créditos

### Músicos
- Miguel Mateos — voz principal y coros, guitarra rítmica y sintetizadores.
- Ulises Butrón — guitarra principal.
- Cachorro López — bajo y coros.
- Alejandro Mateos — batería y coros.

### Músicos adicionales
- Rick Bell — saxofón.
- Boris Eugenio — coros.

### Personal de producción
- Producción artística: Miguel Mateos, Cachorro López y Alejandro Mateos.
- Producción ejecutiva: Oscar López.